# دوار (ولاية سطيف)
دوار هي منطقة تابعة اقليميّاً وإداريا لبلدية أولاد صابر الكائنة بـدائرة قجال الواقعة في ولاية سطيف الجزائرية.